# PeopleSoft
 (novembre 2017).
PeopleSoft est un éditeur de progiciels de gestion intégrés et de gestion de la relation client destinés aux entreprises. Après le rachat de l'entreprise par Oracle, la marque PeopleSoft désigne les produits issus du rachat qu'Oracle commercialise encore.

## Histoire
PeopleSoft a été fondé en 1987 par Dave Duffield et Ken Morris aux États-Unis. En 1999/2000, elle acquiert Vantive.
PeopleSoft a fusionné avec JD Edwards en 2003. En 2003, c'est Oracle qui a lancé une offre publique d'achat hostile sur PeopleSoft, qui a abouti en 2004, malgré un procès intenté concernant les lois antitrusts, pour un montant de 10,3 milliards de dollars. Oracle a annoncé en 2004 que le logiciel PeopleSoft sera maintenu.